# Fotógrafas en España en el siglo XIX
Fotógrafas en España en el siglo XIX es una recopilación de las primeras fotógrafas que en la primera mitad del siglo XIX trabajaron en España.

## Fotógrafas en España
En la segunda mitad del siglo XIX trabajaron decenas de fotógrafas en España, María José Rodríguez Molina y José Ramón Alfonso Sanchis publicaron el directorio de fotógrafos en España. Las precursoras fueron daguerrotipistas que difundieron la nueva tecnología gráfica a partir de 1840. Hacia 1850 los retratos al daguerrotipo eran realizados por profesionales ambulantes, lo que explica la presencia de fotógrafas extranjeras en España. En ocasiones, también ofrecían cursos, como madame Senges, daguerrotipista parisina que en 1849 viajó a Madrid para impartir un curso de enseñanza de daguerrotipo “para señoras y señoritas”. Como Jane Clifford, esposa de Charles Clifford, que se puso al frente del gabinete fotográfico heredado de su esposo en Madrid en 1863 y cuya autoría se ha descubierto recientemente, algunas fotógrafas españolas fueron propietarias de establecimientos o profesionales anónimas conocidas únicamente por su condición de viudas o hijas de fotógrafos. Fue común que las mujeres formasen parte de los establecimientos fotográficos familiares como Belda y señora en Denia (Alicante); Poujade y señora en Salamanca; Villalba y señora o Ludovisi y su señora en Valencia; Felipe Prósperi y señora en Vigo. Fueron menos frecuentes los establecimientos en los que las esposas aparecían con su propio nombre en la denominación comercial, como el caso de M. Fernando y Anaïs  que fundaron la empresa familiar la Compañía fotográfica Napoleón, fueron pioneros en la fotografía con estudios en  Barcelona y en Madrid.

### Fotógrafas con estudio propio
Entre las mujeres españolas que ejercieron la fotografía de manera independiente con estudio con su nombre propio en las décadas de 1870 y 1880 se encuentran Dolores Gil en Zaragoza, María Cardarelly en Santiago de Compostela, Amalia López en Jaén, reconocida como la primera fotógrafa de España. Josefa Plá en Valencia, esta fotógrafa al quedarse viuda, asumió ella la dirección del estudio con su nombre propio .

### Fotógrafas en distintas partes de España
En este proceso de rescate de las trayectorias de las primeras generaciones de fotógrafas profesionales en España fue importante la organización en 2005 de la exposición Fotògrafes pioneres a Catalunya, comisariada por Mary Nash y la fotógrafa Isabel Steva Hernández, Colita, que ayudó a conocer la obra de una docena de fotógrafas que nacieron o trabajaron en Cataluña desde mediados del siglo XIX, como Anaïs Napoleón, Dolores Gil, Carmen Gotarde, Madronita Andreu, Montserrat Vidal, Rosa Szücs, María Serradell, Roser Oromí, Roser Martínez, Montserrat Sagarra y Joana Biarnés
Otras fotógrafas trabajaron en la misma época en estudios y gabinetes en Andalucía: Amalia López, María Pastora Escudero, Ana López, Concepción Villegas, Gracia Rodríguez, Joaquina Mayor, Luisa Dorave, Matilde Rey, Sabina Muchart, Josefa Tejada y las viudas de Luis León Masson y de Enrique Godínez [Antonia Salvador Benítez,
En Galicia, se conoce el trabajo de María Cardarelly reconocida como la primera fotógrafa de estudio en Galicia.
A finales del siglo XIX, destacaba en el País Vasco la figura de Eulalia de Abaitúa Allende-Salazar, estudiada especialmente por Maite Jiménez Ochoa de Alda (2010a, 2010b y 2011),
En Madrid destacaron Emmy Klimsch y Adela Crooke, dadas a conocer respectivamente por Karim Taylhardat y por los profesores Sánchez Vigil y Olivera Zaldúa [Juan Miguel Sánchez Vigil, María Olivera Zaldúa,
En Aragón se han hallado los establecimientos y la actividad fotográfica de una docena de mujeres relacionadas con la fotografía entre 1879 y 1936, ejercida la actividad con su propio nombre, como María Valdoví en Teruel y Dolores Gil o Flora Sanz en Zaragoza, fotógrafa ambulante. O bien como propietarias de establecimientos, viudas o hijas de fotógrafos. Este es el caso de la viuda de Félix Preciado, en Huesca; las viudas de José Aracil, de Lucas Cepero, de Lucas Escolá, de F. Júdez, de Bernardino Pardo, en Zaragoza; las hijas de Manuel Urchaga en Borja; las viudas de Oñate y de Eduardo Vidal, en Calatayud.
Jane Clifford, inglesa afincada en España, perteneció 1856 a la Sociedad Francesa de Fotografía, donde fue la primera mujer admitida. No se tienen datos sobre su fecha y lugar de nacimiento así como la de su muerte. Solo se sabe que en 1885 dejó de formar parte de la Sociedad Francesa de Fotografía, seguramente por fallecimiento, pero no se puede asegurar, tampoco se conocen imágenes de ella misma. En varias instantáneas de su esposo —Puente de Martorell o Columna de tres altares romanos—, aparece una figura femenina que no se llega a identificar, y que podría ser ella. Consiguió que su nombre figure en la publicidad del estudio Clifford a partir de 1851 cuando ya empieza a figurar con el título "señores Clifford", en plural, ya que es reconocido su papel en el estudio fotográfico de ambos. Tras el fallecimiento de su marido,  cambió de estudio a otro en la calle Mayor de Madrid, en la zona donde se ubicaban los estudios de los fotógrafos del siglo XIX y parte del XX.  Mantuvo el nombre del estudio Clifford porque ya era una marca de prestigio. Era una época en la que las tarjetas de visita llevaban la fotografía del titular en pequeño formato, consiguió así una fuente de ingresos. Pero, su gran fuente de ingresos fue la salida al mercado de los negativos que había dejado Charles Clifford. El Museo de la Universidad de Navarra en Pamplona, España, realizó una exposición que quedó registrada  en un artículo en el diario El País.
Los estudios profundos y completos sobre las mujeres fotógrafas se iniciaron en España por la fotógrafa francesa afincada en Madrid que hizo un exhaustivo estudio con el título  la Historia general de la fotografía  por Marie-Loup Sougez junto con María de los Santos García Felguera.